# 奈登施泰因
奈登施泰因是德国巴登-符腾堡州的一个市镇。总面积6.48平方公里，总人口1836人，其中男性905人，女性931人（2011年12月31日），人口密度283人/平方公里。

## 友好城市
- 法國 沃库勒尔